# Dobrynia

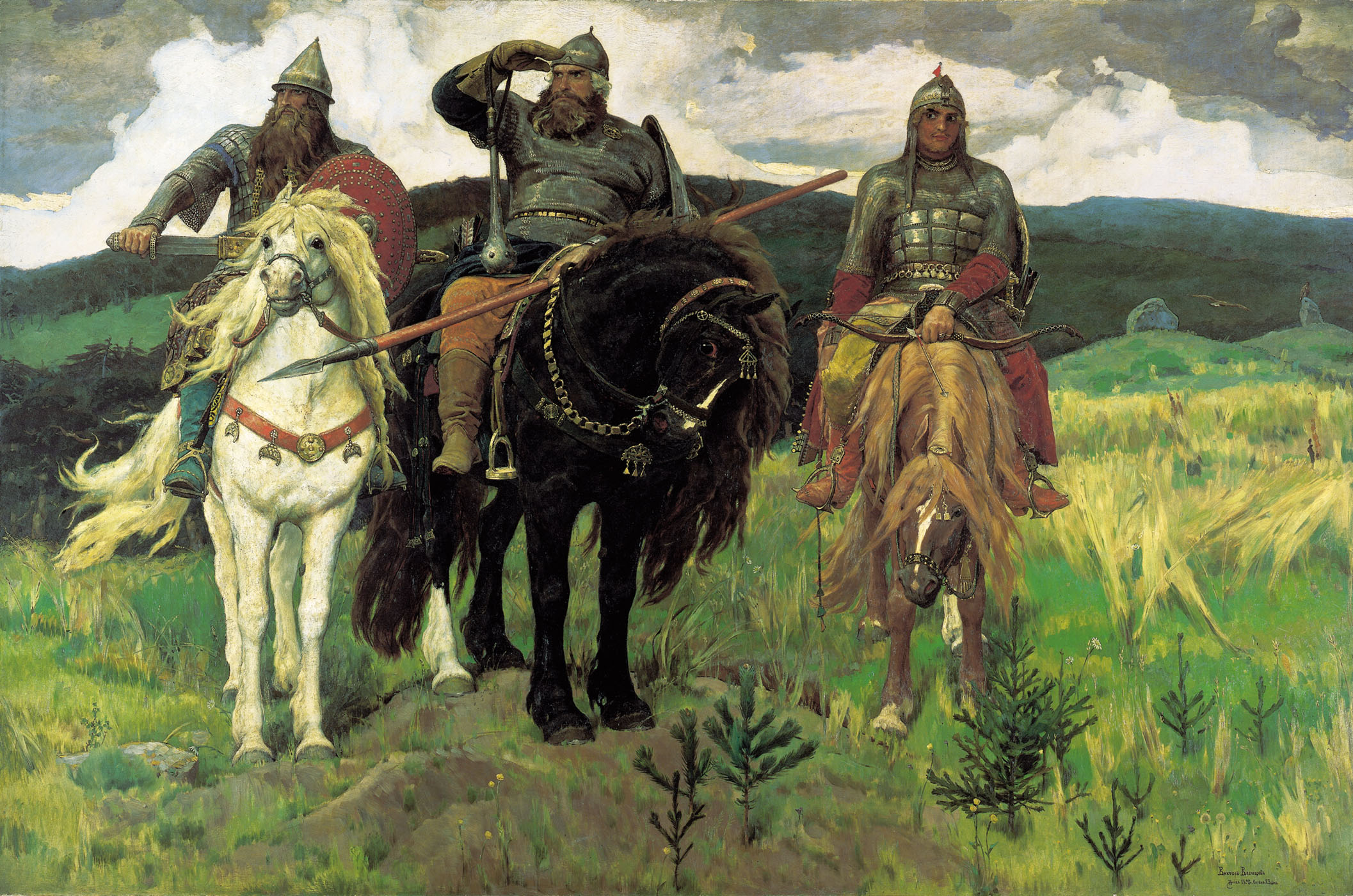
Bogatýrs (1898) de Víktor Vasnetsov (de izda. a dcha.: Dobrynia Nikítich, Ilyá Múromets y Alyosha Popóvich).

Dobrynia (del ruso: Добрыня) fue el tutor y tío materno del príncipe Vladímir I de Kiev, que más tarde se convertiría en el invencible bogatyr Dobrynia Nikítich en el folklore ruso.
La vida de Dobrynia y el alcance de su influencia sobre el príncipe Vladímir están llenos de especulaciones y controversia. Parece bastante seguro que su hermana Malusha era la madre de Vladímir. Por lo general también se acepta que Dobrynia fue posádnik de la ciudad de Nóvgorod y que fue sucedido por su hijo Konstantín Dobrýnich y su nieto Ostromir.
Según las crónicas de Nóvgorod fue debido a petición de Dobrynia que Svyatoslav I de Kiev envió a su hijo ilegítimo Vladímir a gobernar Nóvgorod con Dobrynia ejerciendo como tutor. Nueve años después, Dobrynia persuadió a Vladímir para que arrebatara Kiev a su hermano Yaropolk. En su camino a Kiev, la novia de Yaropolk, Rogneda de Pólatsk, ofendió a Dobrynia llamando "concubina" a su hermana. Dobrynya se vengó haciendo que Vladímir violara a Rogneda.
Después de que Vladímir ocupara el trono de Kiev, Dobrynia regresó a Nóvgorod para gobernar en su nombre. Acompañó a su sobrino en su expedición en el año 985 contra los búlgaros del Volga, y siguiendo sus órdenes levantó un ídolo al dios Perún en la orilla del río Vóljov. Tras el Bautismo de Kiev Dobrynia se convirtió al cristianismo y se dice que forzó a los habitantes de Nóvgorod a convertirse "mediante el fuego y la espada". Vasili Tatíschev escribió que Dobrynia, junto con el obispo Ioakim Korsunianin, se enfrentó a una violenta muchedumbre de paganos que incendiaron su casa y mataron a su mujer y otros miembros de su familia.